# 從前，有個好萊塢
《從前，有個好萊塢》（英語：Once Upon a Time in Hollywood，或記作）是一部2019年美國和英國合拍的喜劇劇情片，由昆汀·塔倫提諾執導兼編劇。該片以群戲的方式呈現，其主演包括李奧納多·狄卡皮歐、布萊德·彼特、瑪格·羅比、奥斯汀·巴特勒、達科塔·芬妮、提摩西·奧利芬、布魯斯·鄧恩、艾米爾·荷許、瑪格麗特·庫利及艾爾·帕西諾。故事背景設定於架空歷史的1969年洛杉磯，主要描述一名即將過氣的電視演員和他的替身演員好友陰錯陽差地因為某一天的見聞與決定而阻止了半年後的一場悲劇。
其計劃最初於2017年7月對外公開，該片為塔倫提諾在10月份哈維·溫斯坦性騷擾事件發生後製作的首部與哈維·溫斯坦切斷關係的電影。索尼影視娛樂在滿足塔倫提諾的幾項要求後贏得了電影發行權，其中包括最終剪輯權。之後，彼特、狄卡皮歐和羅比，以及如佐伊·貝爾與寇特·羅素等數名塔倫提諾電影常客於2018年1月至6月間相繼加入演員陣容。主要拍攝2018年6月至11月在洛杉磯附近進行。盧克·派瑞於2019年3月4日因中風而病逝，該片成為最後一部演出的電影。
《從前，有個好萊塢》2019年5月21日在第72屆坎城影展上舉行全球首映，2019年7月26日在美國上映。影評界佳評如潮，贏得諸多榮譽。
塔倫提諾於2021年出版了他首部的本片小說版。本片的續集《The Adventures of Cliff Booth》由塔倫提諾編劇，大衛·芬查執導，目前正在製作中。

## 劇情
在1969年的洛杉磯，演員瑞克·達爾頓曾憑西部電視劇《賞金律法》（Bounty Law）而當紅一時，但之後因酗酒問題及轉型電影圈的失敗而使他的演藝事業陷入低迷。達爾頓的特技替身演員兼好友克里夫·布茲是一名退役軍人，他和他養的比特犬共同住在范奈兹附近的一輛廢棄拖車上，他不斷地試圖給予達爾頓鼓勵。與此同時，演員莎朗·蒂和她的導演丈夫羅曼·波蘭斯基剛搬進了達爾頓家的隔壁。達爾頓希望與這對夫婦交朋友，以讓波蘭斯基幫助自己東山再起。
在達爾頓拍戲期間，布茲在修理達爾頓的電視天線時對自己的失敗感到難過。他回憶起自己因謀殺妻子的嫌疑、加上過去曾在拍攝電視劇《青蜂俠》時把李小龍砸在特技統籌藍迪之妻的車上，而使自己遭到封殺。後來，布茲在開著達爾頓的車時載上了想搭順風車的女孩咪咪，對方想去史潘片場；他們抵達片場後，她堅持讓布茲留下來與查爾斯·曼森見面，但他對多名待在此處的嬉皮士（曼森家族的成員）感到懷疑。布茲不顧吱吱的反對，堅持要看已經失明的喬治·史潘，他過去曾和史潘一起工作過；史潘駁回了布茲的懷疑並要求他離開，即使對方已經不記得了布茲。在回到他的車上時，布茲發現其中一個前輪被刀子刺破；他重重地打傷了做出此舉的年輕人史蒂夫·葛根並強迫他換好輪胎。其中一位女士叫來了泰斯·華生來處理這種情況，但當華生到來時，布茲則已將車子開走。
達爾頓在新劇《藍瑟》中飾演一名黑帽反派，並在當中與使用方法演技的8歲女演員及年輕的詹姆斯·史塔奇合作；在經過一連串的忘詞失誤後，達爾頓的演技最終被導演和那名8歲演員所讚賞。同一天晚上，在看了達爾頓客串的《聯邦調查局》後，製片人馬文·施沃茲為達爾頓提供了在羅馬拍攝義大利式西部片的機會。雖然達爾頓認為義式西部片是娛樂金字塔的最底層而對自己的前景充滿了絕望，但最終仍帶著布茲在羅馬進行為期六個月的拍攝，當中演出了幾部電影，並娶了年輕的義大利演員法蘭絲·切絲卡為妻。
回到洛杉磯後，達爾頓告訴布茲他再也無法負擔他的支出，兩人都同意將分道揚鑣。他們在道別前在一間酒館喝酒，後來回到達爾頓的家中繼續喝酒。布茲抽了一根他在六個月前從嬉皮士那買來的迷幻菸，並前去遛狗。當天晚上，華生帶著蘇珊·艾金斯、琳達·卡薩比安、派翠西婭·柯倫溫科停在達爾頓家門口，正準備殺了蒂和她的朋友傑·塞布林、沃伊切赫·弗里科夫斯基與艾碧蓋兒·福爾格，但車子排氣管的聲音吵到了達爾頓而被他生氣地將他們趕走。不久後，達爾頓被認了出來；艾金斯表示，多數的電視節目都在向觀眾們描寫謀殺，而明星們卻都在吃香喝辣，現在正是報復好萊塢的時候。華生同意後，他們帶著一把槍和數把刀子準備徒步前往達爾頓的家，但卡薩比安卻因膽怯而開車逃走，剩下的三人決定繼續進行計劃。進入房子後，華生遇上了布茲，布茲認出了他們是來自片場的三名嬉皮士，這讓他們感到緊張。在接下來的爭鬥中，布茲和他的比特犬聯手殺了柯倫溫科與華生，同時重創了艾金斯，後者在外頭絆倒並跌入泳池中。這讓在泳池上聽音樂的達爾頓受到驚嚇；達爾頓在離開泳池後從屋內拿出了一把以前拍電影《麥克拉斯基的14拳》（14 Fists of McClusky）用過的火焰噴射器將她燒死。警方到場後，受到非致命傷的布茲被送往醫院，而達爾頓則與隔壁的塞布林訴說了剛才的遭遇，並被邀請到蒂的家中喝酒。

## 演員
- 李奧納多·狄卡皮歐[9][10]飾演瑞克·達爾頓（Rick Dalton）：曾憑西部電視劇（英语：Westerns on television）《賞金律法》（Bounty Law）當紅一時的演員，在轉型到電影的嘗試失敗後事業陷入低迷，在開始考慮義大利的同時大多在其他電視劇中客串。
- 布萊德·彼特[11]飾演克里夫·布茲（Cliff Booth）：退役軍人兼瑞克的好友及長期合作的特技替身。
- 瑪格·羅比[12]飾演莎朗·蒂：懷有身孕的演員及導演羅曼·波蘭斯基的妻子，瑞克的鄰居。
- 艾米爾·荷許[13]飾演傑·塞布林（英语：Jay Sebring）：好萊塢髮型師，莎朗的友人和前男友。
- 瑪格麗特·庫利[14]飾演咪咪（英语：Ruth Ann Moorehouse）：曼森家族的成員，引起克里夫興趣的人。
- 提摩西·奧利芬[15]飾演詹姆斯·史塔奇（英语：James Stacy）：電視劇《藍瑟（英语：Lancer (TV series)）》的主演之一。
- 奥斯汀·巴特勒[16]飾演查爾斯·「泰斯」·華生（英语：Tex Watson）：曼森家族的核心成員之一。
- 達科塔·芬妮[13]飾演琳奈·「吱吱」·佛羅默（英语：Lynette Fromme）：曼森家族的成員，負責看守史潘。
- 布魯斯·鄧恩[17]飾演喬治·史潘（英语：George Spahn）：近乎失明的80歲男子，曾出租自己的洛杉磯牧場用來當作西部片的片場。曼森說服史潘允許他和他的追隨者住在牧場上。為了換取租金，曼森強迫他的女追隨者與史潘發生性關係，並擔任他的視力指引。
- 艾爾·帕西諾[18]飾演馬文·施沃茲（Marvin Shwarz）：好萊塢製片人和瑞克的經紀人。
- 茱莉亚·巴特斯[19]飾演特露蒂·弗雷澤（Trudi Fraser）：在《藍瑟》中飾演瑪拉貝爾（Maribel）的8歲演員。

寇特·羅素在片中飾演了特技統籌藍迪（Randy）並擔任電影的旁白，而佐伊·貝爾則飾演他的妻子。出現在瑞克主演的《賞金律法》中的演員如飾演警長的麥可·馬德森及飾演生意人鮑伯·吉伯特（Bussiness Bob Gilbert）的史考特·麥奈利。小克利夫頓·柯林斯飾演埃內斯托·「墨西哥人」·瓦克羅（Ernesto "The Mexican" Vaquero），是《藍瑟》中的角色之一，而凱斯·傑佛森（Keith Jefferson）則飾演凱斯（Keith）。蘿蘭莎·伊柔飾演瑞克的最後一任妻子法蘭絲·切絲卡（Francesca Cappucci），而蕾貝卡·蓋哈特則飾演克里夫的妻子比莉·布茲（Billie Booth）。
片中出現了曼森家族的各種成員，包括飾演查爾斯·曼森的達蒙·海瑞曼、飾演蘇珊·艾金斯的麥琪·麥迪遜、飾演琳達·卡薩比安的玛雅·霍克、飾演派翠西婭·柯倫溫科的麥迪遜·貝蒂、飾演凱薩琳·夏爾的莉娜·丹恩，席德妮·史威尼與哈莉·奎茵·史密斯分別成員之一的絲涅克（Snake）及芙洛吉（Froggie）。
在片中還有其他演員飾演了著名的演員和電影人，包括盧克·派瑞飾演韋恩·麥德、達米安·路易斯飾演史提夫·麥昆、麥克·漠飾演李小龍、拉法·札維盧卡飾演著名導演羅曼·波蘭斯基、尼可拉斯·哈蒙飾演山姆·沃納梅克、科斯塔·羅寧飾演編劇沃伊切赫·弗里科夫斯基、薩曼莎·羅賓森（Samantha Robinson）飾演弗里科夫斯基的女友艾碧蓋兒·福爾格、魯默·威利斯飾演裘安娜·派蒂、黛琳瑪·沃克飾演康妮·史蒂文斯、史賓賽·嘉瑞特飾演艾倫·金凱德（Allen Kincaid）、瑞秋・雷德利夫（Rachel Redleaf）飾演卡絲·埃利奧特。而導演昆汀·塔倫提諾則在片尾客串了紅蘋果牌香菸（Red Apple Cigarettes）廣告的導演（未掛名）。
此外，提姆·羅斯、詹姆斯·馬斯登、詹姆士·雷瑪與丹尼·史壯皆有參與拍攝，但其鏡頭最終在坎城影展放映後被刪除。羅斯飾演傑·塞布林的英國管家，馬斯登飾演畢·雷諾斯，史壯飾演電影《勇破迷魂陣》中的迪安·馬丁。

## 製作

### 發展
2017年7月11日，傳出昆汀·塔倫提諾撰寫了一部關於曼森家族謀殺案的電影劇本，以作為他下一部執導作。製片人哈維·溫斯坦和鮑伯·溫斯坦將參與其中，但塔倫提諾早在電影拍攝前就已向其他片商推銷，所以還不確定他們的溫斯坦影業會發行該片。
在哈維·溫斯坦性侵事件爆發後，塔倫提諾與溫斯坦斷絕關係並開始尋找新的合作商。據報導，該片的故事背景設定於1960年代末和70年代初的洛杉磯。2017年11月11日，索尼影視娛樂宣布他們將負責發行該片，在此前的競爭者如華納兄弟、環球影業、派拉蒙影業、Annapurna Pictures和獅門娛樂。為了電影的發行權，索尼不得不同意塔倫提諾的要求，其中包括「達9500萬美元的製作預算、最終剪輯權和『特出的創意控制』」，以及先期總票房的25%分紅。另一個要求是電影的版權需要在十到二十年後歸還給他。2018年2月28日，該片正式命名為《從前，有個好萊塢》（Once Upon a Time in Hollywood）。

### 選角
布萊德·彼特和珍妮佛·勞倫斯於2017年7月傳出是最接近擔任主演的演員。同一天，據報導，瑪格·羅比正在會談出演著名演員莎朗·蒂一角，山繆·傑克森也有望演出。11月，李奧納多·狄卡皮歐傳出是在塔倫提諾的演員考慮名單中。不久之後，湯姆·克魯斯也正在和製片人大衛·海曼會談飾演兩大男主角之一。據《好萊塢報導》的一次宣傳採訪中，當羅比證實自己正在考慮參與演出。
2018年1月，狄卡皮歐簽約出演電影，會為了與塔倫提諾合作而自願減薪。據透露，艾爾·帕西諾有望在片中擔任要角。2018年2月28日，彼特已確定取代了克魯斯的角色。狄卡皮歐和彼特各自的片酬約為1000萬美元。2018年3月，羅比簽約在片中飾演莎朗·蒂，而佐伊·貝爾也證實了自己將出演該片。2018年5月，畢·雷諾斯、提姆·羅斯、寇特·羅素與麥可·馬德森以飾演小角色的身份加入演員陣容。提摩西·奧利芬於不久後也確認出演。2018年6月，達米安·路易斯、盧克·派瑞、艾米爾·荷許、達科塔·芬妮、小克利夫頓·柯林斯、凱斯·傑佛森（Keith Jefferson）、尼可拉斯·哈蒙、帕西諾及史考特·麥奈利都已簽約加盟。
其他演員史賓賽·嘉瑞特、詹姆士·雷瑪、布蘭達·瓦卡羅和麥克·漠於7月加入演出。2018年8月，達蒙·海瑞曼將飾演查爾斯·曼森，而其他配角演員則包括莉娜·丹恩、奥斯汀·巴特勒、丹尼·史壯、魯默·威利斯、黛琳瑪·沃克及瑪格麗特·庫利。
2018年6月8日，演員賈米拉·賈米爾在Twitter上譴責了前兩天成為傑·塞布林之飾演者的艾米爾·荷許，原因在於荷許曾於2015年日舞影展上毆打賈米爾的友人，之後荷許便被被判處15天監禁、服刑9天。賈米爾認為他能加入該片根本是「有錢白人的特權」。此外，據雅虎網站報導，因該片的演員陣容缺乏多樣性而遭到「部分影迷」的批評。
畢·雷諾斯最初被選來飾演喬治·史潘，是一位80歲的近乎失明的人，他的洛杉磯牧場被租來用作西部片的拍攝地點。之後，該牧場成為了曼森家族的據點。雷諾斯在未參與拍攝的情況下於2018年9月6日去世。史潘一角後來改由布魯斯·鄧恩飾演。

### 拍攝
主要拍攝於2018年6月18日在加利福尼亞州洛杉磯開始進行，於2018年11月結束。攝影指導勞勃·李察遜以柯達35毫米膠片來拍攝該片；他在接受採訪時表示：「沒有膠片與數位上的爭辯，數位不在昆汀的字典裡。」塔倫提諾希望想要一部1969年具有現代感的電影，擁有變焦和特藝七彩的外貌且色彩豐富，好讓瑞克·達爾頓（Rick Dalton，狄卡皮歐飾演的角色）與西部電視劇的舊時代感串聯在一起。
片中亦包含了多部電影及電視劇的膠片畫面，包括《水泥中的女士》（1968年）、《Three in the Attic》（1968年）、《勇破迷魂陣》（1968年）、《C.C. and Company》（1970年）及60年代電視劇《蝙蝠俠》。電視劇《聯邦調查局》和電影《第三集中營》（1963年）的部分片段在片中播放時透過了數位修改，以便將瑞克·達爾頓取代片中原來的演員（如《第三集中營》的史提夫·麥昆）。

## 發行

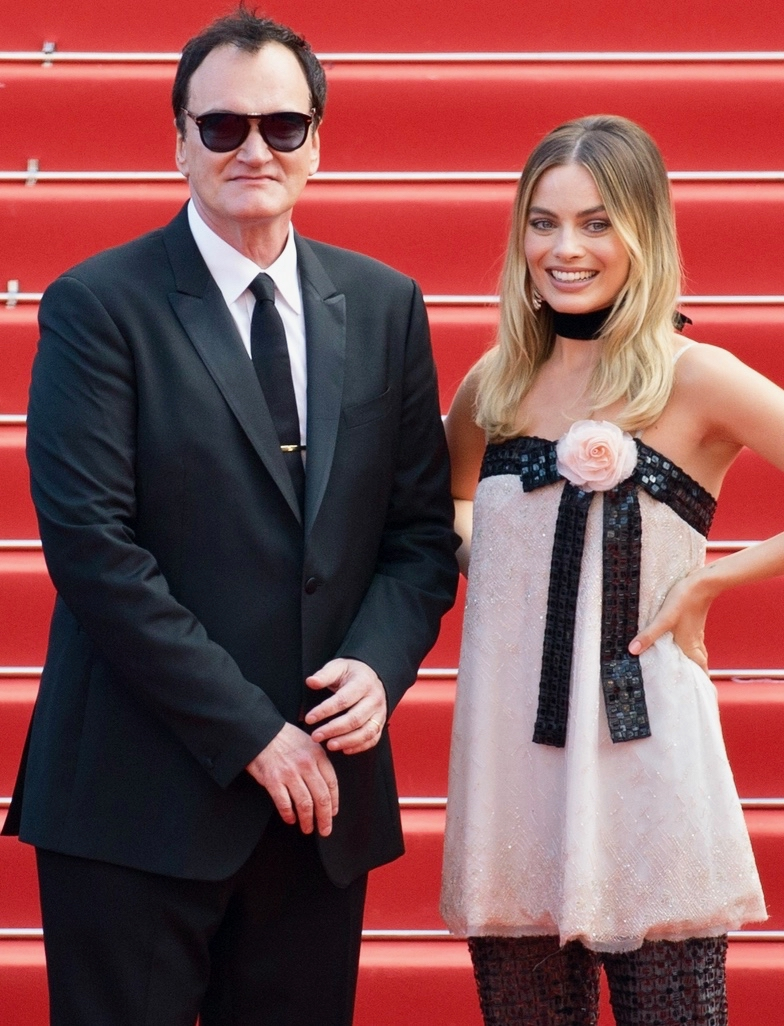
昆汀·塔倫提諾和瑪格·羅比出席於第72屆坎城影展

《從前，有個好萊塢》2019年5月21日在第72屆坎城影展上舉行全球首映。該片2019年7月26日在美國由索尼影視發行發行。該片原定於2019年8月9日在美國上映，以配合莎朗·蒂謀殺案發生的五十週年。
該片在聚光燈好萊塢於週五上映時有兩場70毫米放映發生了投影的問題，這使這部165分鐘的電影從午夜直到凌晨四點三十分才結束，而戲院也很快地解決了此技術問題。
據傳導演塔倫提諾已有計劃在未來某時將《從前，有個好萊塢》的加長版剪輯成一部Netflix迷你劇推出；在此前，導演前作《八惡人》（2015年）也已確定執行此計劃。2019年8月初，尼可拉斯·哈蒙在播客中證實了此事有望發生，「有在討論4小時的Netflix版本，因為他拍的很多畫面沒法加入片中，空間真的不足。」

### 宣傳
首支預告片於2019年3月20日發布，其中包括了1960年代的媽媽與爸爸合唱團（〈Straight Shooter〉）和Los Bravos（〈Bring a Little Lovin'〉）的音樂。正式預告片於2019年5月21日發布，其中包括了保羅·瑞佛和奇襲者樂團的歌曲〈Good Thing〉及尼爾·戴門的〈Brother Love's Travelling Salvation Show〉。
社交媒體娛樂分析公司表示，該片在宣傳上採用了「少即是多」的做法，如預告片中所注重的是吸引人目光的片段（包括狄卡皮歐和羅比的60年代舞蹈、彼特和李小龍的對談）而非故事本身。官方Facebook在上映的前一個月僅發布了三支剪輯，Facebook最終成為了《從前，有個好萊塢》上映近幾週的一大宣傳平台；首支預告片僅在索尼的YouTube頻道上就累積超過1880萬次的觀看數，而正式預告片則超過了1500萬次。片商花了約1.1億美元在全球宣傳該片。

## 迴響

### 評價
匯總媒體網站爛番茄基於579條評論，該片持有85%的新鮮度，平均評分為7.9／10；該網站共識：「驚險又奔放的紮實製作，《從前，有個好萊塢》具有塔倫提諾的挑釁性衝動與成熟電影人的清晰遠見。」而在Metacritic上基於579條評論，獲得了83分（滿分100）。據CinemaScore調查，觀眾評價在A+至F平均落在「B」，其口碑較為兩極。而在PostTrak上則獲得了四顆星（滿分五顆星）和55%的「肯定推薦」。

2023年8月，本片在爛番茄整理「2010年代最佳50部喜劇」的排行榜，位居第7名。

### 票房
在美國和加拿大，外界預估《從前，有個好萊塢》在其開盤週末將從3500間戲院中取得約3500萬至4000萬美元的票房，有些媒體預估高達5000萬美元或低至2500萬美元。在上映前，據Fandango報導，該片為塔倫提諾職業生涯中截至今預售最高的電影。該片在上映當天賺進了1690萬美元（其中包括了週四晚間預售的580萬美元），這成績比塔倫提諾以往的電影都高。該片在美國首週末開出4030萬美元的票房，僅次於《獅子王》而位居當週票房亞軍，成為塔倫提諾職業生涯中最高的開盤週末成績（此前最高的成績為2009年電影《惡棍特工》的3800萬美元）。據分析公司ComScore報導，接近一半的觀眾（47%）表示他們去看《從前，有個好萊塢》主因是導演（平均指標值7%），而有37%的觀眾則是為了演員去看該片（平均指標值超過了18%）。Deadline Hollywood指出，《從前，有個好萊塢》為了達到收支平衡，全球票房達4億美元是最安全的成績。第二週，該片票房收入達到2000萬美元，僅下跌了51%，位居當週票房第三名。
在臺灣，全臺首週票房收穫新臺幣1500萬，創下塔倫提諾電影在臺灣的最佳票房成績，其中臺北以新臺幣540萬登上當週票房亞軍。

## 爭議

### 李小龍的形象演繹
李小龍在電影中的形象遭到親朋好友的批評。李小龍的女兒李香凝批評電影將父親“邊緣化”，把他模仿得“有點討人厭”。有參演《死亡遊戲》的演員卡里姆·阿卜杜勒-贾巴尔認為塔倫提諾雖然有權利依照自己的想法詮釋李小龍的形象，但選擇現在這種草率、有點種族主義意味的方法，無論是從藝術家或是普通人的角度來看，都是失敗的。扮演過李小龍的麥克·毛表示，李小龍被他奉為神級人物，表示李小龍並不依賴特技替身，而且不是所有特技演員都尊重：“塔倫提諾喜歡李小龍，也尊敬他”。李小龍的好友、《青蜂俠》特技演員吉恩·勒貝爾表示，人人都知道李小龍討厭替身，他自己不喜歡用替身，不認為替身能將電影拍得好看。專研武術的傳記作者馬修·波利說：“人人都知道李小龍在片場很體貼下邊的人，尤其是特技演員。所以，電影說李小龍把特技演員叫過來，直接開除，說這樣做是因為自己是大明星的一幕是不對的，那不是李小龍的作風”。
導演塔倫提諾認為李小龍確實有點傲慢，指李小龍遺孀蓮達在傳記《只有我知道的李小龍》中就提到李小龍曾揚言能打敗穆罕默德·阿里，那是在1972年，李小龍表示：“人人都說我有一天必定會和阿里一戰......但看看我的手，那是一隻中國人的小手。阿里會殺了我的”。塔倫提諾於2021年受訪時表示，自己可以理解李小龍的女兒對於父親在電影中的形象有意見，但他指出許多在《青蜂俠》中與李小龍共事的特技演員確實都不喜歡他，因為他常對特技演員拳打腳踢，跟他們「來真的」，「所以當時《青蜂俠》的劇組才找來金·勒貝爾，讓他教會李小龍要尊重美國的特技演員，因為李小龍不懂得這點」。塔倫提諾也直言，若觀眾有仔細看過這部電影，很容易就能發現劇中的克里夫是因為耍了李小龍，才得以在決鬥中擊敗他。

#### 中國大陸上映擱置
在中国大陆原定10月25日上映该片，据披露上映时间被无限期推迟。事缘李小龙在影片中角色争议问题，李小龙的女儿李香凝以此向中国国家电影局提出上诉，要求进行修改。中国博纳电影发行公司随后同塔倫提諾商定重剪一个版本，但最終仍破局，影片于2020年在网路影音平台爱奇艺播放。

## 獎項
《從前，有個好萊塢》除了獲得好評外，也在各大影評協會及影藝工會入圍和贏得許多獎項，以及被多間媒體、雜誌、評論家列入年度佳片之一。
第92屆奧斯卡金像獎入圍10項大獎，包括最佳影片、最佳導演、最佳男主角、最佳男配角、最佳原創劇本等，最終獲得最佳男配角、最佳美術設計2項大獎。
第77屆金球獎入圍5項大獎，包括音樂及喜劇類最佳影片、最佳導演、最佳男主角、最佳男配角、最佳原創劇本，最終獲得音樂及喜劇類電影最佳影片、最佳男配角、最佳原創劇本獎3項大獎，成為本屆金球獎最大贏家。
第25屆評論家選擇電影獎入圍12項大獎，包括最佳電影、最佳導演、最佳男主角、最佳男配角、最佳原創劇本等，最終獲得最佳電影、最佳男配角、最佳原創劇本、最佳美術指導等4項大獎，成為本屆評論家選擇電影獎最大贏家。

## 續集
續集由Netflix發行，Netflix從塔倫提諾手中獲得了劇本，大衛·芬奇受聘擔任導演，彼特回歸飾演克里夫·布茲；劇情接續《從前，有個好萊塢》，主要講述克里夫·布茲的故事。